# Эмиссар заграничного центра
«Эмиссар заграничного центра» — двухсерийный приключенческий фильм о борьбе разведок в годы Гражданской войны.

## Аннотация
Сотрудник ЧК Сергей Марин должен внедриться в ставку Врангеля под видом ранее арестованного чекистами полковника Крупенского. Ему предстоит пройти ряд сложных проверок.

## В ролях
| Актёр             | Роль                                        |
| ----------------- | ------------------------------------------- |
| Василе Брескану   | Сергей Марин                                |
| Елена Ивочкина    | Нина Сергеевна Лохвицкая                    |
| Владлен Паулус    | Рюн                                         |
| Николас Дарий     | Терпигорев                                  |
| Борис Миронюк     | Зотов                                       |
| Арнис Лицитис     | полковник Владимир Александрович Крупенский |
| Всеволод Гаврилов | Гвоздев                                     |
| Михай Курагэу     | Гуськов                                     |
| Ион Шкуря         | генерал Евгений Константинович Климович     |
| Эммануил Виторган | барон Врангель                              |
| Геннадий Чулков   | полковник Скуратов                          |
| Валдас Ятаутис    | Борис Михайлович Акодис                     |
| Александр Брайман | ротмистр Жабов                              |
| Сергей Иорданов   | Стецюк                                      |
| Борис Романов     | штабс-капитан Воронков                      |
| Василе Тэбырцэ    | Коханный                                    |
| Илья Тодоров      | генерал Яков Александрович Слащев           |
| Бэно Аксёнов      | агент                                       |
| Михаил Салес      | эпизод                                      |

## Съёмочная группа
- Сценарий: Р. Гребенской (так в титрах, это псевдоним Г.Т. Рябова и А.П. Нагорного[1])
- Режиссёр: Василе Брескану
- Оператор: Леонтий Проскуров
- Композитор: Валерий Логинов
- Художник: Константин Балан